# یی سو یئون
این یک نام کره‌ای است؛ نام خانوادگی یی است.
یی سو یئون (هانگول:이소연) (زادهٔ ۲ ژوئن ۱۹۷۸ در گوانگجو) یک فضانورد کره‌ای و دانشجوی دکترا در انستیتوی عالی دانش و فناوری کره (KAIST) است. او در ۸ آوریل ۲۰۰۸ به عنوان نخستین کره‌ای و دومین زن آسیایی به عنوان «فضانورد همراه» در ماموریت سایوز تی‌ام‌ای-۱۲ راهی ایستگاه فضایی بین‌المللی شد.

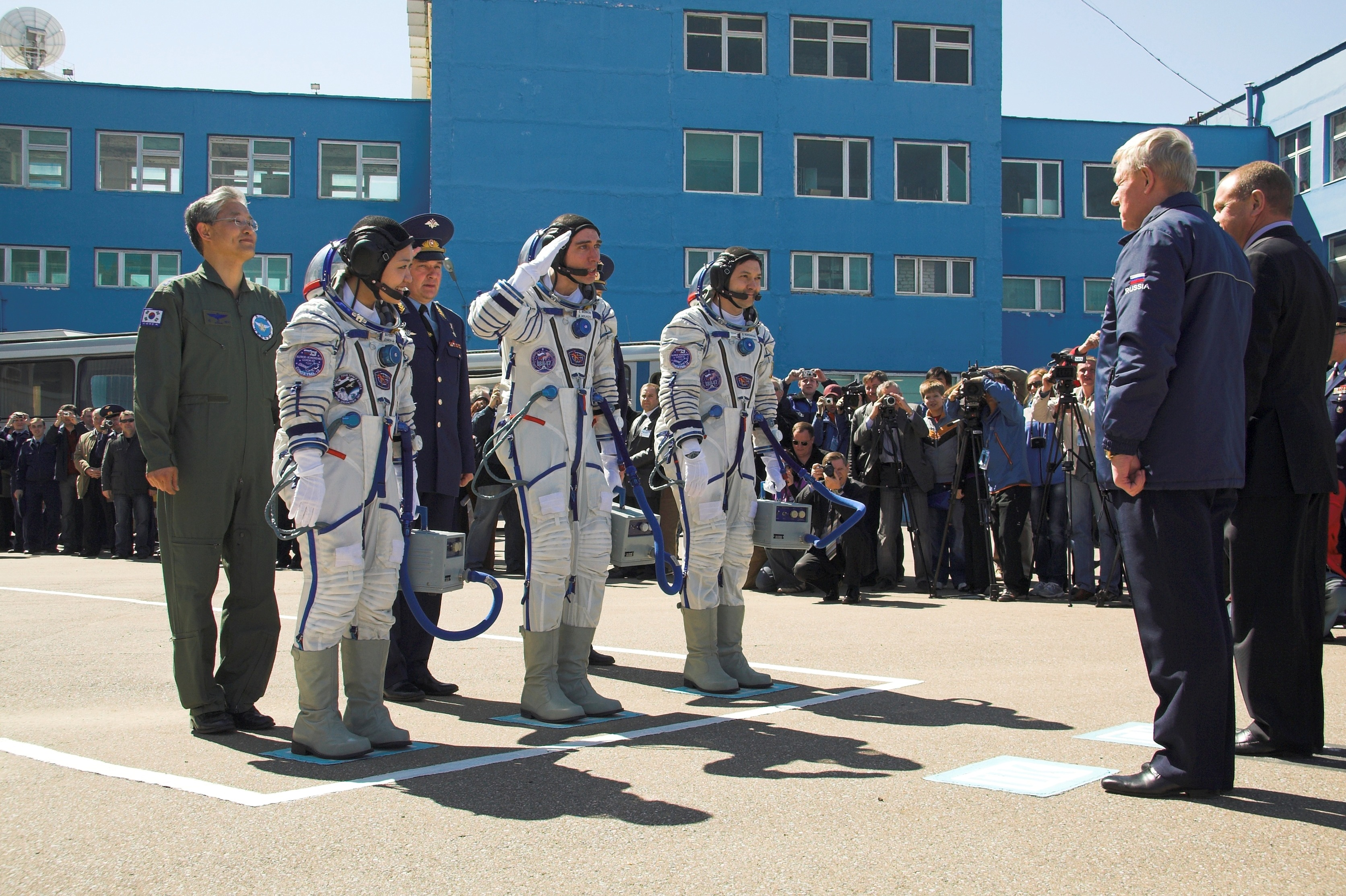
فضانوردان ماموریت سایوز تی‌ام‌ای-۱۲ از راست به چپ به ترتیب آلگ کننکو، سرگئی ولکوف و یی سو یئون در پایگاه فضایی بایکونور پیش از پرواز فضایی

خانم «یی» در ماموریت سایوز تی‌ام‌ای-۱۲ از پایگاه فضایی بایکونور در قزاقستان به فضا پرتاب شد. فضاپیمای سایوز در این ماموریت حامل پرچم‌های کره جنوبی و روسیه بود. مدت اقامت نخستین فضانورد کره‌ای در ایستگاه فضایی بین‌المللی، ۱۲ روز بود. او در ۳۱ فروردین ۱۳۸۷ (۱۹ آوریل ۲۰۰۸) به همراه یوری مالنچنکو فضانورد روسیه و پگی ویتسون کیهان‌نورد ناسا در ۴۲۰ کیلومتری از نقطه مقرر شده به زمین فرود آمد.
کره جنوبی، سی و پنجمین کشور جهان و ششمین کشور آسیایی است که فضانورد به فضا فرستاده است.

## تگاه فضایی بین‌المللی
- کره جنوبی
- فضاپیمای سایوز
- زنان فضانورد